# Dodge D Series
 (Août 2020).
Pour le pick-up full-size moderne de Dodge, voir Dodge Ram.
Les Dodge D / W Series sont une gamme de pick-up vendue par le constructeur automobile américain Dodge d'octobre 1960 jusqu'au 30 septembre 1993. La même conception de base a été conservée jusqu'à l'introduction en octobre 1993 d'un Ram complètement repensé. Les D / W Series partageaient la plate-forme AD avec les jumeaux Dodge Ramcharger / Plymouth Trail Duster. Les modèles 4x2 étaient désignés D, tandis que les modèles 4x4 étaient désignés W.

## Première génération (1961-65)
Le moteur Chrysler A de 5 211 cm3 était la plus petite option de moteur V8; et tous les plus gros moteurs de Chrysler, à l'exception notable du moteur Hemi de Chrysler, étaient disponibles en option d'usine. Le design original a été construit jusqu'au printemps 1965, lorsque la version à projecteur simple est arrivée.
Outre les versions avec benne qui s'ouvrent du côté droit (appelées Sweptline), le D Series offrait également des bennes étroites à gradins (appelés Utiline) avec des longueurs de 2,0 m (D-100 uniquement), 2,4 m (D-100 et 200) et de 2,7 m (D-300 uniquement).
La première génération de D Series a été fabriqué à Warren, Michigan. Ils ont reçu les marques Dodge et Fargo. Les pick-ups étaient produits par la division Dodge de la Chrysler Corporation.

### Finition de haute performance Custom Sports Special
1964 a vu l'introduction de la finition sportive Custom Sports Special. Le Custom Sports Special comprenait des sièges baquets, une console, de la moquette et des bandes de course. La finition optionnelle de haute performance pouvait être commandé avec un pick-up CSS ou tout seul sur le modèle d'un pick-up de base avec le gros V8 à tête cylindrique de 6,981 l de Chrysler. Ce moteur produisait 370 ch (272 kW) et 637 N m - en ligne avec la révolution des muscle cars qui balayait alors Detroit. La finition de haute performance comprenait également la transmission automatique LoadFlite, un tachymètre Sun évalué à 6 000 tr/min avec des jauges robustes, une direction assistée, un double échappement et des bielles de torsion de l'essieu arrière (barres de traction) provenant des Imperial de 1961. Les pick-ups Custom Sports Special ont été produits de 1964 à 1967. La finition de haute performance n'a été proposé que de 1964 jusqu'au début de 1966.

## Deuxième génération (1965-71)

### 1965-67
Le D Series a été légèrement redessiné au printemps 1965, il existe donc des modèles à deux et quatre phares de 1965. Les mises à jour de mi-65 comprenaient un hayon plus large et le remplacement des moteurs de la série A par la série LA mise à jour, ainsi qu'un empattement de 152 mm sur les modèles avec benne de 2 438 mm). En 1967, les pick-ups D Series ont reçu des moteurs V8 de 6 276 cm3 à carburateurs double corps en option.
De 1965 jusqu'au début des années 80, les pick-ups D Series étaient assemblés à Warren, Michigan par la Chrysler Corporation. Les modèles étrangers étaient fabriqués par l'Automotive Equipment Group en Israël dans une nouvelle usine située à Nazareth-I'llit: l'Automotive Industries, en utilisant des moteurs essence à quatre et six cylindres en ligne avec transmission manuelle. Cette usine produisait également le SUV Jeep Wagoneer pour l'armée israélienne et les véhicules Ford Escort et Ford Transit britanniques pour le marché civil. Le D Series était conçu à la fois pour le marché civil et pour l'armée israélienne. Les modèles étaient des pick-ups légers D100 et D200, des pick-ups D500 et des pick-ups D600 avec moteur six cylindres en ligne et quatre roues motrices à la demande. Une version bus a également été réalisée (principalement pour l'armée). Ce bus était un bus de 20 places construit sur le châssis du pick-up D500 utilisant le moteur à quatre cylindres avec portes hydrauliques avant et arrière, ainsi que l'ensemble avant et le tableau de bord du D500[réf. nécessaire].

### 1968-71
Les modèles de 1968 ont reçu une nouvelle calandre - deux rangées de quatre trous chacune. La nouvelle finition de garnitures Adventurer a remplacé l'ancienne finition Custom Sports Special; Fondamentalement, il comprenait un siège avant rembourré avec garniture en vinyle (banc complet ou sièges baquets avec console) et de la moquette, ainsi que d'autres caractéristiques telles que des garnitures chromées supplémentaires et un éclairage de courtoisie. Cette génération a également continué d'être construite en Afrique du Sud. Vendu en tant que D300 ou D500, le modèle plus léger recevait le moteur Slant-Six 225, tandis que le D500 plus lourd reçu le V8 318. Les puissances de sortie sont respectivement de 129 et 179 ch (95 et 132 kW) ; Les prétentions SAE sont de 142 et 215 ch.
En 1970, l'Adventurer sera étendu en trois finitions distinctes: l'Adventurer de base, l'Adventurer Sport et l'Adventurer SE haut de gamme. L'Adventurer SE comprenait des éléments tels qu'une calandre chromée, boiseries sur le tableau de bord, le siège avant rembourré en vinyle avec ceintures de sécurité de couleur assortie, éclairage de courtoisie complet, isolation supplémentaire, deux klaxons, moquette pleine, garniture de luxe dans les panneaux de portes, une bande de garniture en vinyle estampée sur les côtés du pick-up, disques de roue complète et un panneau en similibois sur le hayon. Les modèles de 1970 comportaient également une nouvelle calandre à quatre sections (deux rangées de deux trous chacune).

### "The Dude"
En août 1969, la finition "Dude Sport" est sortie. Il s'agissait essentiellement du D100 déjà en production, avec un autocollant de bande "C" noir ou blanc sur le côté de la carrosserie; un autocollant Dodge Dude sur la benne au niveau des feux de position arrière; garniture sur les lunettes des feux arrière ; et enjoliveurs style "gamelle de chien" avec des garnitures sur les anneaux. Le hayon du Dude était unique, avec un autocollant Dodge sur une surface de hayon plate, sans le logo en relief typique du hayon. Les Dude n'ont été offerts que dans les années modèles 1970 et 1971 et seuls 1 500 à 2 000 Dude ont été produits,.

## Troisième génération (1972-80)
Une refonte du D Series pour l'année modèle 1972 a introduit un look plus arrondi. Cette refonte, qui a duré jusqu'en 1980 avec des modifications mineures, comprenait de nouvelles fonctionnalités telles qu'une suspension avant indépendante et des feux arrière à poches (les feux arrière distinctifs sur le dessus étaient encastrés à 6,4 mm pour éviter d'endommager les quais de chargement et les espaces confinés). Les éléments de style, tels que le capot festonné et les ailes arrondies, étaient similaires au look arrondi et lisse de la Plymouth Satellite de 1971. Ces pick-ups ont été construits avec une quantité considérable d'acier galvanisé pour résister à la rouille et à la corrosion, ce qui les rend très durables.
Dodge a été le pionnier du pick-up à cabine allongée avec l'introduction de Club Cab sur les modèles de 1973. Disponible avec une benne Sweptline de 2,0 m ou de 2,4 m, le Club Cab était une cabine à deux portes avec de petites vitres arrière qui avaient plus d'espace derrière les sièges qu'une cabine standard, mais n'était pas aussi longue qu'une cabine quatre portes. Des sièges d'appoint orientés vers l'intérieur étaient disponibles, offrant de la place pour cinq passagers. 1974 a vu l'introduction du moteur 440 en option pour les pick-ups légers, ainsi que d'une option de double roue arrière «Dyna-Trac» sur les pick-ups D300 avec un poids nominal brut du véhicule de 4 500 kg.
Le D Series de 1972 a été rendu célèbre dans l'émission de télévision Emergency!, où un D300 châssis-cabine était le véhicule de l'équipe de sauvetage paramédical en vedette pendant les sept saisons.
Les modèles notables produits à cette époque étaient le Li'l Red Express de 1978 à 1979, le Warlock, le Macho Power Wagon, le Macho Power Wagon Top Hand, le Macho Power Wagon Palomino et l'Adventurer. Les couleurs du Dodge Macho Power Wagon Palomino étaient les mêmes que celles d'un cheval Palomino (tous les pick-ups Li'l Red Express étaient des Adventurer, bien que l'inverse ne soit pas vrai). Le Li'l Red Express n'était pas disponible à la vente en Californie, en Floride, dans le Maryland, dans l'Oregon et à Washington et ne répondait pas aux normes de bruit spéciales dans certains endroits. Pour cette raison, le Midnite Express est né. Le Midnite Express n'était pas une option d'usine comme le Li'l Red Express, c'était une finition installé par le concessionnaire. Les concessionnaires qui ne pouvaient pas vendre le Li'l Red Express utilisaient des Warlock toute option, les repeignaient en noir métallique et commandaient toutes les pièces du Li'l Red Express via leur département des pièces. Le Midnite Express n'était disponible que pour l'année modèle 1978. Ce pick-up était équipé comme le Li'l Red Express avec des cheminées d'échappement, des roues et des bandes dorées. Le Midnite Express était peint en noir au lieu de rouge et comportait un autocollant «Midnite Express Truck» sur la porte. La plupart des pick-ups Midnite Express étaient propulsés par le moteur 7,2 L, au lieu du 5,9 L comme le Li'l Red Express. Tous ces pick-ups étaient considérés comme des pick-ups «style de vie» et étaient commercialisés auprès d'un public qui voulait des pick-ups à usage personnel spécialisés.
Les modèles de 1978 ont également vu l'introduction du premier pick-up Dodge à moteur diesel. Disponible comme choix économique dans les pick-ups légers et les pick-ups B Series, le moteur diesel six cylindres en ligne 6DR5 Mitsubishi de 4,0 L, développant 106 ch (78 kW) à 3 500 tr/min et 230 N m à 2 200 tr/min. Le modèle diesel utilisait les transmissions manuelles et automatiques standard de Dodge via une plaque d'adaptation spécialement conçue qui avait le modèle de boulon du V8 LA. Cette option d'usine rare, code VIN H, était le résultat de la crise du pétrole et de la collaboration de Chrysler et Mitsubishi. Le moteur, tout en étant digne de confiance et ayant une économie bien meilleure que tout autre moteur de la gamme Dodge de l'époque, souffrait d'une faible puissance et était considéré comme sous-alimenté par les normes américaines, même s'il était auparavant utilisé dans le cab over japonais Mitsubishi T44 Jupiter Truck de 3,5 tonnes et dans des applications industrielles. En raison des faibles ventes, il a été éliminé rapidement et, par conséquent, il est pratiquement devenu une spécialité d'un an.
Des milliers de pick-ups D Series sont entrés en service militaire en tant que véhicule utilitaire commercial M880 Series.

## Dodge Ram (1981-93)

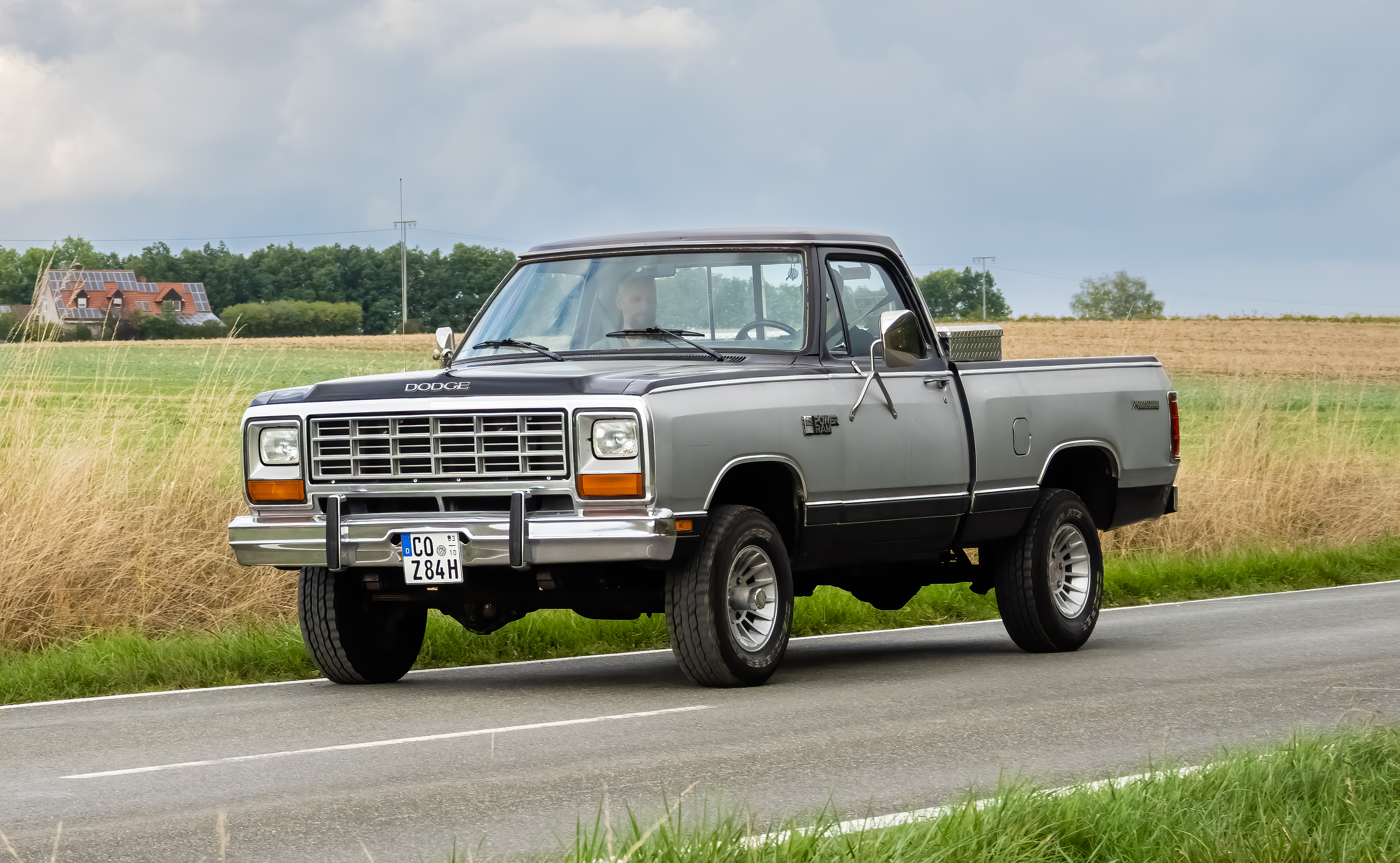
Un Dodge Ram D150, produit à partir de 1983.

Cette dernière génération a reçu un lifting en octobre 1980 lorsque le D Series a été rebaptisé Dodge Ram lorsque Lee Iacocca a pris en charge la Chrysler Corporation en difficulté. De telles choses, comprenant un nom "DODGE RAM" en relief sur le hayon ainsi que d'autres changements évidents comme la calandre et le capot, les feux arrière et tout l'intérieur. Plus subtile a été l'ajout d'une ligne "d'épaule" rappelant la concurrence de GM. À partir de 1982, de l'acier encore plus résistant à la corrosion a été utilisé dans la construction des pick-ups. Ce style de carrosserie a continué jusqu'en 1993 et beaucoup de ces véhicules sont toujours sur la route. De nombreux panneaux de carrosserie sont interchangeables pour tous les modèles de 1971 à 1993, il n'est donc pas rare de voir un «hybride» avec, par exemple, une calandre de 1978 montée avec un capot de 1974 et une cabine de 1991. Parfois, la benne est remplacée par une benne de style camion de déménagement pour des modèles comme ceux-ci. Dans la plupart des juridictions, l'année est dictée par l'année du châssis du pick-up, quelle que soit la carrosserie qui y a été boulonnée. Ils ont également conservé l'étroite benne Utiline datant des années 1940; cela a été abandonné en 1985. L'injection a été introduite en 1988.
Une gamme plus étroite de moteurs était proposée: le moteur de base était le moteur Chrysler Slant-6 de 3,7 L, maintenant avec des poussoirs hydrauliques à alimentation par le haut, et les V8 de 5,2 L et le 5,9 L de la série LA. Le Slant-6 a été remplacé par le V6 de 3,9 L en 1988; en 1992, lui et les V8 sont devenus des moteurs Magnum. Le moteur diesel 6BT Cummins de 5,9 L à 12 soupapes de la série B est devenu une option en 1989.
Les ventes étaient bonnes, depuis l'époque du Sweptline jusqu'à la fin des années 1970. Une combinaison d'un vieux style stagnant depuis près de deux décennies et une fidélité principale aux marques Chevrolet et Ford dans les années 1980 et 1990 a réduit le volume des ventes du Dodge Ram de première génération. Un tout nouveau Dodge Ram a été lancé pour l'année modèle 1994.

## Moteurs
- 1967-1993 : V8 LA de 5.2 L
- 1961-1970 : V8 de 5,9 L B de Chrysler
- 1971-1993 : V8 LA de 5,9 L, 177 ch 386 N m (valeurs nominales pour la version avec carburateur double corps)[7]
- 1963-1971 : V8 B de 6,3 L, 248 ch (187 kW) nets
- 1972-1979 : V8 B de 6,6 L, 245 ch (187 kW) nets
- 1961-1979 : V8 RB de 6,8 L, 259 ch (190 kW) nets (valeurs nominales pour la version avec carburateur double corps)
- 1963-1966 : V8 RB de 7,0 L, 264 ch (194 kW) nets (279 ch en 76-77)
- 1966-1977 : V8 RB de 7,2 L, 259 ch (190 kW) nets
- 1978-1979 : Six cylindres en ligne à aspiration naturelle 6DR50A Mitsubishi de 4,0 L, 106 ch à 3 500 tr/min et 230 N m de couple
- 1960-1987 : Slant 6 RG de 3,7 L, 106 ch et 244 N m de couple[7]
- 1960-1967 : Slant 6 RG de 2,8 L, 106 ch et 244 N m de couple[7]
- 1988-1993 : V6 LA de 3.9 L, 182 ch (134 kW) et 264 N m
- 1989-1993 : Six cylindres en ligne Cummins série B de 5,9 L, 162 ch (119 kW) et 542 N m de couple

Au Brésil, le seul moteur disponible était le V8 de 5,2 L.